# آیین مادها
آیین مادها به آیین و اعتقادات مادها اشاره دارد. راجع به تمدن مادها اطلاعات مبسوطی در دست نیست یکی از دلایل آن این است که شاهان مادی برخلاف شاهان هخامنشی حجاری‌های مهم و کتیبه‌هایی از خود برجا نگذاشته‌اند یا هنوز کشف نشده‌است که بتوان راجع به زبان و خط و معتقدات و صنایع و چیزهای دیگر آن‌ها اطلاعاتی به دست آورد.
آگاهی ما دربارهٔ دین مادها بسیار اندک است. بین سال‌های ۱۹۶۷ تا ۱۹۷۷ میلادی، دیوید استروناخ بنایی که در حدود سال ۷۵۰ پیش از میلاد بنا شده بود را کاوش کرد و چنین به نظر می‌رسد که کاربری آن عمدتاً مذهبی بوده‌است. این سازه که در تپه نوشیجان، در حدود ۶۰ کیلومتری جنوب همدان، و با فاصله ۲۰ کیلومتری از ملایر قرار دارد، بر روی تخته سنگی به ارتفاع ۳۰ متر بنا شده‌است و شامل «نیایش‌گاه مرکزی»، «نیایش‌گاه غربی»، «دژ» و «تالار ستون‌دار» است که توسط دیواری آجری محصور شده‌است. نیایش‌گاه مرکزی به‌شکل بُرجی با محراب داخلی سه‌گوش بود. مساحت زمین آن ۱۱×۷ متر و دیوارهایش ۸ متر ارتفاع دارند. در نزدیکی گوشهٔ غربی محراب، آتشگاه پله‌داری کشف شد که از خشت و گل ساخته شده بود. چنان‌که می‌دانیم، آیین مذهبی آتش، میراث مشترک و رایج در بین اقوام هندوایرانی بود و نیایش‌گاه تپه نوشیجان، کهن‌ترین ساختمان از این نوع در ایران است که می‌شناسیم.
دیگر اطلاعات‌مان دربارهٔ دین مادها، عمدتاً بر پایهٔ کتاب تواریخ هرودوت و نام افراد مادی است. به‌گفتهٔ هرودوت، «مُغ‌ها» قبیله‌ای مادی بودند که روحانیون را نه‌تنها برای مادها که برای پارس‌ها نیز فراهم می‌کردند؛ بنابراین، آن‌ها طبقه‌ای روحانی را تشکیل می‌دادند که وظیفه‌شان از پدر به پسر منتقل می‌شد. افزون بر این، آن‌ها در دربار ایشتوویگو، به‌عنوان مشاور، پیشگو و تعبیرکنندهٔ خواب ایفای نقش می‌کردند؛ بنابراین، ظاهراً مغ‌ها در دربار آخرین شاه ماد نقش مهمی را بازی می‌کردند. دربارهٔ نام شخصی مادها، متون آشوری متعلق به سده‌های نهم و هشتم پیش از میلاد، شامل نمونه‌هایی است که بخش اصلی آن‌ها به هر دو زبان پارسی باستان و اوستایی شباهت دارد: واژهٔ هندوایرانی اَرتَ (اوستایی: اَشا؛ هندوایرانی: رتا به‌معنای «راستی») یا با نام‌های تئوفوریک با مَژدَکُ و حتی نام اهورامزدا پیوستگی دارند. در کتاب شرفنامه مهروی دین "مه" یا "مه بدینی" به عنوان دین مادها ذکر شده است و شرحی بر این آیین نوشته شده است

## دین زرتشتی
مغ‌ها گروه روحانی دولت کهن ماد بودند. به‌عقیدهٔ نیبرگ چنین بنظر می‌رسد که دین ماد باستان یک دین ابتدایی مزدایی باشد. در ماد یک مزداپرست را مَزْدَیزنَه (mazdayazna) می‌خواندند که از صورت اوستایی آن مَزْدیسنَه (mazdayasna) آشکارا جدا می‌شود. آنان در دیرین‌ترین زمان، مجموعه‌ای از خدایان را که با آریایی‌ها میتانی همانندگی بسیار باید داشته‌باشند، می‌پرستیدند. نویسندگان کلاسیک، متفق‌القول از مغ‌ها به‌عنوان روحانیون زرتشتی یاد کرده‌اند و دیاکونوف چنین پنداشته‌است که «ایشتوویگو و حتی شاید هووخشتره، دینی را پذیرفته بودند که از آموزه‌های زرتشت الهام گرفته شده بود. (هرچند که این دین قطعاً با آموزه‌های پادشاه یکسان نبود)». با این حال، اکثر پژوهشگران با این دیدگاه موافق نیستند. مری بویس حتی چنین استدلال می‌کند که وجود مغ‌ها در ماد با آداب و رسوم و شیوه‌های پرستش خاص خودشان، مانع از تبلیغ مذهبی زرتشتیان آن‌جا بود. به‌احتمال قوی، نوعی از مزداگرایی با آداب و رسوم رایج هندوایرانی در اوایل سدهٔ هشتم پیش از میلاد در ماد شایع شد که با ویژگی‌های خاص آیین زرتشتی ناسازگار بود، در حالی که دین اصلاح‌شده توسط زرتشت تنها در نیمهٔ نخست سدهٔ ششم پیش از میلاد، تحت فرمانروایی آخرین شاهان ماد در غرب ایران شروع به گسترش کرد.
در فهرست نام خدایان که در کتابخانهٔ آشوربنیپال (۶۸۸ تا ۶۲۶ قبل از میلاد) یافت شده‌است، خدایان ماد هم به چشم می‌خورند. در یک فهرست واژهٔ میترا و در فهرست دیگر اَسَرَمَزاش که آن را باید با اَسوَره‌مَزداس که خود صورت اصلی آریایی اهورامزدا است یکی بدانیم. این دو نام برترین خدایان مادها بودند. مغان پیش از دین زرتشتی دارای بررسی‌هایی دربارهٔ زمان به گونهٔ تکامل‌یافتهٔ آن بودند که ظاهراً درون‌مایهٔ دین ایشان را می‌ساخت.

## زروانی
خدایان زمان در صورت ابتدایی خود در همه‌جا در دین‌های ابتدایی دیده می‌شوند و غالباً جای ویژه‌ای در میان خدایان ندارند. این‌ها خدایان سرنوشت و خدایان ابتدایی مرگ هستند ولی خدای زمانی که در ماد پرستش می‌شد، بالاترین خدا بود. نام خدای زمان در زبان‌های ایرانی میانه زروان یا زوروان است. معنای اصلی این واژه زمان است.
آیین زروانی دین مغان مادی پیش از فرارسیدن دین زرتشت بود. آیین زروانی صورتی از دین مزدایی است ولی مسلماً جزئی از آیین زرتشت نیست. کشتن خرفستران در وندیداد آمده‌است. از این عمل کشتن خرفستران می‌توان استنباط کرد که مغان به نوعی جهان شر قایل بودند و در نتیجه محتملاً به اصل ثنویت، باور داشتند و این مورد دیگری است که در آن باورهای مغان ماد هم با دین پارسی و هم با آیین زرتشتی ناسازگار است. تئوپمپوس مورخ یونانی صریحاً گواهی می‌دهد که مغان برای اهریمن قربانی‌هایی پیشکش می‌کردند. برای اهریمن قربانی کردن به هر بهانه‌ای که باشد، نزد یک زرتشتی راستین سنت‌گرا کاری سخت نکوهیده و گناهی نابخشودنی است. اینکه این آیین از آنِ دین کهن مغان بوده‌است، قطعی است. بنونیست به درستی و به‌حق این آیین را یک آیین زروانی می‌داند.
رسم اهدای هدایا، قربانی، دعا و تضرع، ستایش و نیایش برای خدایان شرآفرین و اهریمنی برای جلوگیری از خشم آنان در بین بسیاری از اقوام و مردم جهان مرسوم بوده‌است ولی در آیین زرتشت عقیده بر آن است که بایستی با زشتی، پلیدی و اهریمنان جنگید و آنان را زبون و منهزم کرد اما در دوران پس از زرتشت نوعی ثنویت محتوم و مطلق به موجب باورهای آیین زروانی و میترایی و مزدیسنایی پسین جای‌گزین این اعتقاد زرتشت شد و در اوستای نوین، بخش یشت‌ها، مراسم عبادی، ستایش، انجام قربانی، اهدای نزور و نثارها برای اهریمن گنجانده شده‌است.